# Štědrá (zámek)
Štědrá je barokní zámek ve stejnojmenné obci v okrese Karlovy Vary. Od roku 1964 je chráněn jako kulturní památka.

## Historie
Původní zámek byl založen roku 1630 Adamem Jiřím z rodu Kokořovců. Jednalo se o jednoposchoďovou stavbu, která byla po roce 1730 opětně přestavěna Ferdinandem Jakubem z Kokořova podle projektu, jehož autorem mohl být architekt Tomáš Haffenecker. Po dokončení prací sem bylo přeneseno panské sídlo ze Žlutic a zámek se stal rezidencí. Nedlouho poté, roku 1747, zámek v důsledku nepozornosti sloužících vyhořel. Roku 1751 byl obnoven a přestavěn v pozdně barokním stylu. V roce 1830 získal renovací svůj dnešní vzhled. Do délky založená stavba byla opatřena ve svém středu vstupní bránou, byly upraveny klasicistní fasády, přistavěn nový štít zahradního průčelí a novobarokní portikus doplněný balkonem. Za posledního příslušníka rodu Kokořovců Ludvíka se žlutické panství dostalo roku 1876 pod nucenou správu a o deset let později je získal Karel Proksch. Zanedlouho byla na zadlužené panství nucená správa opět uvalena a až roku 1915 získal celé panství rytíř Josef Menčík, kterému patřilo až do roku 1945. Ten nechal postavit na střeše zámku věž s terasovitým ochozem, která byla zakončena kupolí. Na cestě k zámku byla zřízena zimní zahrada.
V druhé polovině 20. století byl zámek ve Štědré majetkem československého státu, byl využíván pro potřeby státního statku, nacházela se zde rovněž obřadní síň, kino a kanceláře.
Po roce 1989 byl zámek prodán soukromému majiteli. Budovy nebyly využívány, zpustly a ocitly se na pokraji zkázy. Zřítil se portikus v jižním průčelí, střechami zatékalo a byla narušena statika budovy. Po epizodě se soukromým vlastníkem zámek i s parkem v prosinci 2011 koupila obec Štědrá a zahájila práce na jeho rekonstrukci.
První výraznou změnou k lepšímu je nová střecha na hlavní budově areálu. Nově byl vyzděn zřícený středový rizalit jižního průčelí. Následovala obnova interiéru s důrazem na historické podlahy a restaurování historických výmaleb stěn. Další opravy budou následovat.

## Zajímavosti
Na zámku bývala umístěna proslulá kokořovská obrazárna, jejíž součástí bylo i několik obrazů slavného barokního malíře Petra Brandla. Zámecká enfiláda (dlouhý přímý průhled řadou místností) v patře zámku je třetí nejdelší v Evropě.